# Herrlingen

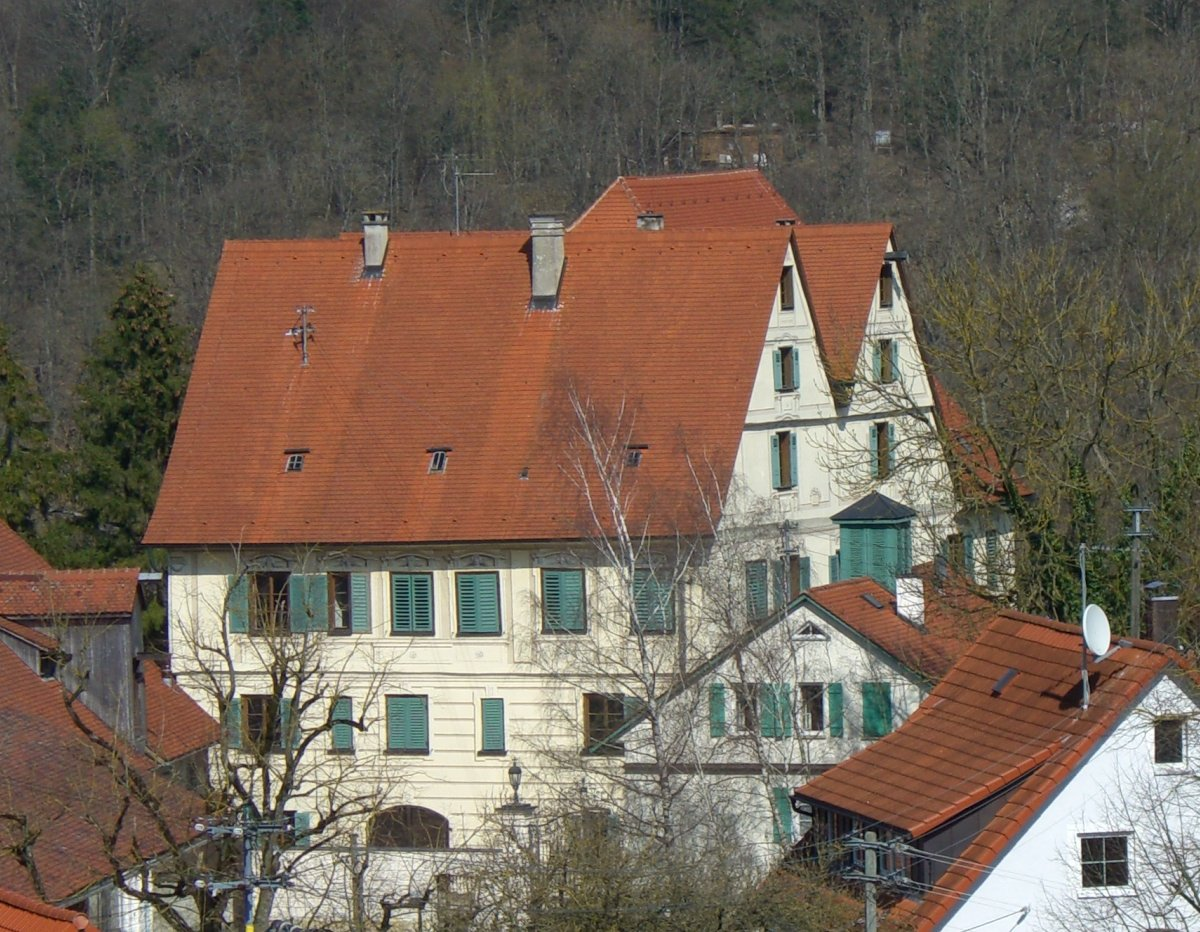
Le château d'Oberherrlingen

Herrlingen est un quartier de la commune de Blaustein dans le Bade-Wurtemberg, à 8 km à l'ouest d'Ulm.
Lieu de résidence du maréchal Erwin Rommel (1891-1944). Celui-ci se trouvait dans sa maison familiale d'Herrlingen, pour l'anniversaire de son épouse, lors du déclenchement du débarquement de Normandie, le 6 juin 1944. Il s'y trouvait également en convalescence en octobre 1944 après avoir été grièvement blessé en Normandie lorsqu'il fut contraint de se suicider dans les suites du complot manqué contre Hitler du 20 juillet 1944. Une exposition et des archives de Rommel se trouvent dans le quartier à la villa Lindenhof.
Le Lindenhof a été le siège des Wieland, une famille d'industriels d'Ulm, au début du XXe siècle, construit par l'architecte munichois Richard Riemerschmid dans un style Art nouveau. Le cœur de l'ensemble est la villa Lindenhof.

## Source
- (de) Cet article est partiellement ou en totalité issu de l’article de Wikipédia en allemand intitulé « Herrlingen » (voir la liste des auteurs).

48° 25′ 16″ N, 9° 53′ 48″ E